# اللعبة الأمريكاني (فلم)
اللعبة الأمريكاني فيلم كوميدي مصري من إنتاج سنة 2019. الفيلم من إخراج مصطفى أبو سيف، وتأليف مدحت السباعي، ومن بطولة أحمد فهمي، وناهد السباعي، وأحمد الشامي، إنتصار ، وخلود سرحان.

## ملخص القصة
- في قالب من الكوميديا الرومانسية، يعاني شاب وفتاة من صعوبات عديدة مادية واجتماعية في سبيل محاولة إتمام زواجهما، وعلى نحو غير متوقع، تعرض صاحبة الشركة التي يعمل بها كلاهما عرضًا مغريًا يساعدهما على حل جميع مشاكلهما، لكنه سيضع حبهما في موضع اختبار.

## طاقم التمثيل
أسماء بعض المشاركين في العمل:
- أحمد فهمي
- ناهد السباعي
- أحمد الشامي
- انتصار
- عارفة عبد الرسول
- علاء زينهم
- صفوت وهيب
- نانسي القبعي
- أحمد سعد (ميشو)
- أحمد هيبة
- محمد فايز
- علياء جمال
- ساندي محمد علي
- عادل نصار
- ماجدة كامل
- محمد رجب
- ممدوح نادر
- هبة الإمام
- بيومي فؤاد
- أيمن القيسوني
- شيماء سيف

## إنتاج
- كتب مدحت السباعي قصة وسيناريو الفيلم. وكان الفيلم من أخراج مصطفى أبو سيف وإنتاج ناهد فريد شوقي